# Chaldron
Un chaldron (anche chauldron o chalder) era un'unità di misura inglese di volume per gli aridi, usata principalmente per il carbone. La parola proviene da una grafia obsoleta di cauldron ("calderone"). Fu in uso dal XIII secolo fino al 1963 quando fu abolita per legge (Weights and Measures Act).

## Carbone
Il chaldron era in uso per misurare il carbone a partire dal XIII secolo, perché la misura del volume era molto più pratica della pesatura di materie prime relativamente a buon mercato e di grande ingombro. Originariamente la misura non era standardizzata e vi erano molti differenti chaldron regionali, dei quali i più importanti erano quelli di Newcastle e di Londra. Il chaldron di Newcastle si usava per misurare tutto il carbone spedito dal Northumberland e da Durham, e il chaldron di Londra divenne l'unità di misura standard per il carbone nell'Inghilterra orientale e meridionale.
Furono fatti molti tentativi di calcolare il peso di un chaldron di Newcastle. Lo storico dell'industria del carbone John Nef ha stimato che nel 1421 pesasse 2000 libbre e che il suo peso sia gradualmente aumentato dai mercanti di carbone per via delle tasse (che erano calcolate su un chaldron) fino al 1678 quando il peso fu fissato a 52,5 cwt (pari a 2667 kg); nel 1694 la parità fu fissata a 53 cwt (2692,5 kg).
Un chaldron di Londra invece, era definito pari a "36 bushel rasi, ogni bushel pari a un bushel di Winchester e un quarto, e di 19,5 pollici di diametro". Ciò corrispondeva approssimativamente ad un peso di carbone di circa 28 cwt (1422 kg).
Il chaldron era anche il limite legale per i vagoni stradali trainati da cavalli, perché si riteneva che carichi superiori potessero danneggiare troppo le strade. Le ferrovie ebbero vagoni da un "chauldron" standard che erano larghi circa 10 piedi (3,0 m) e alti 6 piedi e tre pollici (1,91 m).
Il valore di un chaldron di carbone dipendeva dalla dimensione dei pezzi di carbone e dal loro contenuto d'acqua. Mercanti senza scrupoli potevano acquistare carbone in pezzi grandi per rivenderlo frantumato in pezzi più piccoli. Questo durò fino all'approvazione del Weights and Measures Act del 1835, che stabilì che a partire dal gennaio del 1836 il carbone dovesse essere commerciato esclusivamente a peso.